# Skitača
Skitača (olaszul: Schitazza) falu Horvátországban, Isztria megyében. Közigazgatásilag Rašához tartozik.

## Fekvése
Az Isztria délkeleti részén, Labintól 16 km-re, községközpontjától 14 km-re délre fekszik. A Labinština egyik legmagasabban fekvő és egykor egyik legnépesebb települése, mely mára szinte teljesen kihalt.

## Története
A területén található több vármaradvány és sírmalom tanúsága szerint itt már a történelem előtti időben is éltek emberek. A település egykor a mainál jóval nagyobb és jelentősebb volt. Plébániáját 1632-ben alapították. 1857-ben 541, 1910-ben 186 lakosa volt. Lakói hagyományosan állattenyésztéssel és mezőgazdasággal (főként olajbogyó termesztéssel), míg néhányan tengerészettel foglalkoztak. A 19. század elején a közelben szenet találtak, melynek kitermelése a század végén ért véget. Az első világháború után Olaszországhoz került. A második világháború után Jugoszlávia része lett. Jugoszlávia felbomlása után 1991-ben a független Horvátország része lett. 2011-ben a falunak 3 lakosa volt.

## Nevezetességei
- Szent Lúcia tiszteletére szentelt plébániatemploma 1616-ban épült a középkori templom helyén. A templom mellett temető található.
- Prodola nevű településrészén egy Szent Mátyás apostol tiszteletére szentelt értékes gótikus kápolna[2] áll. Az egyhajós épület gazdagon díszített 14. és 15. századi freskókkal.

## Lakosság
| Lakosság változása | Lakosság változása | Lakosság változása | Lakosság változása | Lakosság változása | Lakosság változása | Lakosság változása | Lakosság változása | Lakosság változása | Lakosság változása | Lakosság változása | Lakosság változása | Lakosság változása | Lakosság változása | Lakosság változása | Lakosság változása |
| ------------------ | ------------------ | ------------------ | ------------------ | ------------------ | ------------------ | ------------------ | ------------------ | ------------------ | ------------------ | ------------------ | ------------------ | ------------------ | ------------------ | ------------------ | ------------------ |
| 1857               | 1869               | 1880               | 1890               | 1900               | 1910               | 1921               | 1931               | 1948               | 1953               | 1961               | 1971               | 1981               | 1991               | 2001               | 2011               |
| 541                | 576                | 171                | 159                | 174                | 186                | 1080               | 1136               | 161                | 158                | 102                | 56                 | 27                 | 23                 | 11                 | 3                  |